# Montailleur
Montailleur é uma comuna francesa na região administrativa de Auvérnia-Ródano-Alpes, no departamento de Saboia. Estende-se por uma área de 15,3 km². Em 2010 a comuna tinha 702 habitantes (densidade: 45,9 hab./km²).